# Castianeira flavipes
Castianeira flavipes là một loài nhện trong họ Corinnidae.
Loài này thuộc chi Castianeira. Castianeira flavipes được Frederick Henry Gravely miêu tả năm 1931.